# Kostamojärvi
Kostamojärvi är en sjö i kommunen Kemijärvi i landskapet Lappland i Finland. Sjön ligger 146,8 meter över havet. Arean är 88 hektar och strandlinjen är 5,15 kilometer lång. Sjön  ingår i Kemi älvs huvudavrinningsområde.   Den ligger omkring 81 kilometer öster om Rovaniemi och omkring 740 kilometer norr om Helsingfors. 